# Provincia di Lugo
Lugo è una provincia della comunità autonoma della Galizia, nella Spagna nord-occidentale.
Confina con le Asturie e con la Castiglia e León (provincia di León) a est, con le province di Ourense a sud, di Pontevedra a sud-ovest e di La Coruña a ovest e con il mar Cantabrico a nord.
La superficie è di 9.856 km², la popolazione nel 2024 era di 325.048 abitanti.
Il capoluogo è Lugo; altri centri importanti sono Monforte de Lemos e Vilalba.

## Geografia fisica
La catena montuosa della Sierra del Caurel ricade all'interno della suddetta provincia.

## Comuni
| Comune                | Abitanti (2005) |
| --------------------- | --------------- |
| A Fonsagrada          | 4 949           |
| A Pastoriza           | 3 787           |
| A Pobra do Brollón    | 2 369           |
| A Pontenova           | 3 063           |
| Abadín                | 3 201           |
| Alfoz                 | 2 266           |
| Antas de Ulla         | 2 602           |
| As Nogais             | 1 477           |
| Baleira               | 1 729           |
| Baralla               | 3 134           |
| Barreiros             | 3 294           |
| Becerreá              | 3 389           |
| Begonte               | 3 616           |
| Bóveda                | 1 824           |
| Burela                | 8 621           |
| Carballedo            | 3 010           |
| Castro de Rei         | 5 779           |
| Castroverde           | 3 236           |
| Cervantes             | 1 973           |
| Cervo                 | 4 949           |
| Chantada              | 9 366           |
| Cospeito              | 5 500           |
| Folgoso do Courel     | 1 346           |
| Foz                   | 9 664           |
| Friol                 | 4 533           |
| Guitiriz              | 6 041           |
| Guntín                | 3 307           |
| Láncara               | 3 091           |
| Lugo                  | 92 271          |
| Meira                 | 1 780           |
| Mondoñedo             | 4 863           |
| Monforte de Lemos     | 19 472          |
| Monterroso            | 4 209           |
| Muras                 | 941             |
| Navia de Suarna       | 1 680           |
| Negueira de Muñiz     | 230             |
| O Corgo               | 4 236           |
| O Incio               | 2 297           |
| O Páramo              | 1 858           |
| O Saviñao             | 4 826           |
| O Valadouro           | 2 268           |
| O Vicedo              | 2 146           |
| Ourol                 | 1 324           |
| Outeiro de Rei        | 4 645           |
| Palas de Rei          | 3 824           |
| Pantón                | 3 178           |
| Paradela              | 2 367           |
| Pedrafita do Cebreiro | 1 456           |
| Pol                   | 1 980           |
| Portomarín            | 1 918           |
| Quiroga               | 4 144           |
| Rábade                | 1 668           |
| Ribadeo               | 9 407           |
| Ribas de Sil          | 1 310           |
| Ribeira de Piquín     | 785             |
| Riotorto              | 1 669           |
| Samos                 | 1 897           |
| Sarria                | 13 155          |
| Sober                 | 2 972           |
| Taboada               | 3 768           |
| Trabada               | 1 504           |
| Triacastela           | 820             |
| Vilalba               | 15 409          |
| Viveiro               | 15 505          |
| Xermade               | 2 414           |
| Xove                  | 3 636           |